# Tomás Andrade
Tomás Gustavo Andrade (Temperley, Buenos Aires, Argentina, 16 de noviembre de 1996) es un futbolista argentino. Juega como mediocentro ofensivo y su equipo es el Always Ready de la Primera División de Bolivia.

## Trayectoria

### Comienzos
Su inicio fue a los 6 años de edad en el Club Parque. A los 7 años jugó por primera vez en cancha de 11 en Lanús. Con 10 años se fue a vivir a Europa logrando jugar en las inferiores del Atlético de Madrid y el Barcelona, por motivos personales vuelve a Argentina. 
Ya con 11 años retornó a Lanús y firma su primer contrato. A finales de 2011 decide irse del granate por problemas con algunas personas del fútbol amateur. 
En el 2012 recaló en Argentinos Juniors, donde lo querían fichar pero su representante le aconseja que lo mejor iba a ser River. Donde llega a mediados de 2012 y en diciembre, el club le hace contrato.

### River Plate
Llegó en 2012 a séptima división. Al año siguiente, en junio de 2013 disputó el Mundial Sub-17 de Clubes con la sexta división, donde salió campeón y fue elegido mejor jugador del certamen. También participó de la Dallas Cup 2014, logrando alzar el trofeo; y llegó a semifinales en la siguiente edición de dicha copa. Al no ser tenido en cuenta por Marcelo Gallardo para el primer equipo de River decide pedir permiso para probarse en el Everton FC de Inglaterra donde lo vieron como una probable incorporación, aunque finalmente es cedido al AFC Bournemouth de la Premier League.

### AFC Bournemouth
En septiembre de 2015 llegó a préstamo por un año al AFC Bournemouth con una opción de compra de €2.000.000. Finalmente tras seis meses jugando en el sub-21 y sin tener oportunidades de jugar con el primer equipo, el jugador decide rescindir el préstamo y retornar a River. 

### River Plate
Tras una semana entrenándose con algunos jugadores que no eran tenidos en cuenta, el jugador se incorpora a la reserva división y tras grandes actuaciones ingresando desde el banco de suplentes, logra ganarse un lugar en el equipo titular. Después de varios partidos de grandísima actuación, tuvo la oportunidad en el primer equipo. Realizó su debut en el empate 0-0 frente a Velez Sarfield correspondiente a la decimotercera fecha del campeonato de Primera División 2016, en el mismo ingresó a los 12 minutos del tiempo complementario en reemplazo de Nicolás Bertolo. Tras una gran actuación, incluido un tiro en el palo, el juvenil rápidamente causó gran entusiasmo en los hinchas millonarios y el entrenador tras la consulta de un periodista aceptó bastantes similitudes del juvenil respecto a Andrés D'Alessandro. 
El jugador volvió a sumar minutos en la derrota frente a San Lorenzo, tirándole un delicioso caño a Emanuel Mas y frente a Gimnasia LP ingresando en el complemento, en reemplazo de Camilo Mayada; en lo que fue la despedida de Marcelo Barovero y Leonel Vangioni. Luego de este encuentro el jugador no pudo disputar el último encuentro del certamen frente a Arsenal de Sarandí, debido a un desgarro en el aductor de la pierna derecha.
El 18 y 25 de agosto del mismo año, River jugaría las finales de la Recopa Sudamericana 2016 frente a Independiente de Santa Fe, en ambos partidos, Tomy ingresó en el segundo tiempo por su ídolo D'Alessandro, logrando así su primer título con el club de Núñez.

### Atlético Mineiro
Jugó un año marcando solo 3 goles.

### Athletico Paranaense
Jugó a préstamo por un año.

### Argentinos Juniors
Fue cedido por un año.

### Sud América
Tras tener pocos minutos en el "Bicho", rescinde el préstamo y rescinde el contrato en River porque no iba a ser tenido en cuenta, se convierte en nuevo jugador del club uruguayo.

### Audax Italiano
El 25 de febrero de 2022, se anuncia su llegada al Audax Italiano de la Primera División chilena, con un contrato por un año.

## Estadísticas

### Clubes
| Club                          | Div.                | Temporada           | Liga nacional | Liga nacional | Liga nacional | Liga estatal | Liga estatal | Liga estatal | Copas nacionales | Copas nacionales | Copas nacionales | Torneos internacionales | Torneos internacionales | Torneos internacionales | Total | Total | Total  |
| Club                          | Div.                | Temporada           | Part.         | Goles         | Asist.        | Part.        | Goles        | Asist.       | Part.            | Goles            | Asist.           | Part.                   | Goles                   | Asist.                  | Part. | Goles | Asist. |
| ----------------------------- | ------------------- | ------------------- | ------------- | ------------- | ------------- | ------------ | ------------ | ------------ | ---------------- | ---------------- | ---------------- | ----------------------- | ----------------------- | ----------------------- | ----- | ----- | ------ |
| River Plate Argentina         | 1.ª                 | 2016                | 3             | 0             | 0             | —            | —            | —            | —                | —                | —                | 0                       | 0                       | 0                       | 3     | 0     | 0      |
| River Plate Argentina         | 1.ª                 | 2016-17             | 14            | 0             | 2             | —            | —            | —            | 5                | 0                | 0                | 4                       | 0                       | 0                       | 23    | 0     | 2      |
| River Plate Argentina         | 1.ª                 | 2017-18             | 4             | 0             | 0             | —            | —            | —            | 2                | 0                | 1                | 1                       | 0                       | 0                       | 7     | 0     | 1      |
| River Plate Argentina         | Total club          | Total club          | 21            | 0             | 2             | 0            | 0            | 0            | 7                | 0                | 1                | 5                       | 0                       | 0                       | 33    | 0     | 3      |
| Atlético Mineiro · Brasil     | 1.ª                 | 2018                | 17            | 3             | 2             | 9            | 0            | 1            | 3                | 0                | 0                | 2                       | 0                       | 0                       | 31    | 3     | 3      |
| Atlético Mineiro · Brasil     | Total club          | Total club          | 17            | 3             | 2             | 9            | 0            | 1            | 3                | 0                | 0                | 2                       | 0                       | 0                       | 31    | 3     | 3      |
| Athletico Paranaense · Brasil | 1.ª                 | 2019                | 11            | 0             | 0             | —            | —            | —            | —                | —                | —                | 5                       | 1                       | 0                       | 16    | 1     | 0      |
| Athletico Paranaense · Brasil | Total club          | Total club          | 11            | 0             | 0             | 0            | 0            | 0            | 0                | 0                | 0                | 5                       | 1                       | 0                       | 16    | 1     | 0      |
| Argentinos Juniors Argentina  | 1.ª                 | 2019-20             | 3             | 0             | 0             | —            | —            | —            | —                | —                | —                | 1                       | 0                       | 0                       | 4     | 0     | 0      |
| Argentinos Juniors Argentina  | 1.ª                 | 2020                | —             | —             | —             | —            | —            | —            | 1                | 0                | 0                | —                       | —                       | —                       | 1     | 0     | 0      |
| Argentinos Juniors Argentina  | Total club          | Total club          | 3             | 0             | 0             | 0            | 0            | 0            | 1                | 0                | 0                | 1                       | 0                       | 0                       | 5     | 0     | 0      |
| Sud América · Uruguay         | 1.ª                 | 2021                | 29            | 8             | 1             | —            | —            | —            | —                | —                | —                | —                       | —                       | —                       | 29    | 8     | 1      |
| Sud América · Uruguay         | Total club          | Total club          | 29            | 8             | 1             | 0            | 0            | 0            | 0                | 0                | 0                | 0                       | 0                       | 0                       | 29    | 8     | 1      |
| Audax Italiano · Chile        | 1.ª                 | 2022                | 13            | 1             | 0             | —            | —            | —            | 1                | 0                | 0                | —                       | —                       | —                       | 14    | 1     | 0      |
| Audax Italiano · Chile        | Total club          | Total club          | 13            | 1             | 0             | 0            | 0            | 0            | 1                | 0                | 0                | 0                       | 0                       | 0                       | 14    | 1     | 0      |
| Total en su carrera           | Total en su carrera | Total en su carrera | 95            | 12            | 5             | 9            | 0            | 1            | 12               | 0                | 1                | 13                      | 1                       | 0                       | 129   | 13    | 7      |
| 1. 2. 3. 4.                   |                     |                     |               |               |               |              |              |              |                  |                  |                  |                         |                         |                         |       |       |        |

### Resumen estadístico
| Competición           | Partidos | Goles | Asistencias |
| --------------------- | -------- | ----- | ----------- |
| Primera división      | 42       | 2     | 4           |
| Copas nacionales      | 10       | 0     | 1           |
| Copad internacionales | 11       | 1     | 0           |
| Total                 | 63       | 3     | 3           |

## Palmarés

### Torneo regionales
| Título                | Equipo               | País   | Año  |
| --------------------- | -------------------- | ------ | ---- |
| Campeonato Paranaense | Athletico Paranaense | Brasil | 2019 |

### Campeonatos nacionales
| Título         | Club                 | Sede      | Año     |
| -------------- | -------------------- | --------- | ------- |
| Copa Argentina | River Plate          | Argentina | 2015-16 |
| Copa Argentina | River Plate          | Argentina | 2016-17 |
| Copa de Brasil | Athletico Paranaense | Brasil    | 2019    |

### Campeonatos internacionales
| Título                   | Club                 | Sede         | Año  |
| ------------------------ | -------------------- | ------------ | ---- |
| Recopa Sudamericana      | River Plate          | Buenos Aires | 2016 |
| Copa J.League-Sudamerica | Athletico Paranaense | Hiratsuka    | 2019 |